# Акаси-Кайкё
Ака́си-Кайкё (яп. 明石海峡大橋 Акаси Кайкё: О:хаси) — висячий мост через пролив Акаси, соединяющий город Кобе на острове Хонсю с городом Авадзи на острове Авадзи, Япония. Является частью одной из трёх магистралей, соединяющих Хонсю и Сикоку.

## История
Перед постройкой моста через международный водный путь — пролив Акаси — действовала паромная переправа. Этот опасный водный путь часто подвергался сильным штормам. Так, в 1955 году во время шторма здесь затонули два парома. Жертвами этой трагедии стали 168 детей.
Изначально планировалось построить железнодорожно-автомобильный мост, но в апреле 1986 года, когда уже началось строительство, было принято решение ограничиться только автомобильным движением в 6 полос. Фактически строительство моста началось в 1988 году, а открытие состоялось 5 апреля 1998 года.
Вначале были построены два бетонных основания для пилонов на дне пролива Акаси. Для этого на берегу поставили две огромные круглые формы для заливки бетона, затем их затопили. Трудность заключалась в том, чтобы затопить их с большой точностью, однако строители моста справились с этим, несмотря на сильное течение в проливе Акаси, и погрешность составила не более 10 см. Для строительства этого моста был разработан специальный бетон, который не растворяется в воде при заливке.
Следующим этапом строительства моста было протягивание тросов. Для этого нужно было с одного пилона на другой протянуть направляющий канат. Он был протянут с помощью вертолёта. Когда в 1995 году оба троса были протянуты, и можно было приступать к монтажу дорожного полотна, произошло непредвиденное: 17 января 1995 года город Кобе стал жертвой крупного землетрясения магнитудой в 7,3. Пилоны выдержали землетрясение, но из-за изменения рельефа дна пролива Акаси один из пилонов сдвинулся на 1 м в сторону, таким образом нарушив все расчёты. Инженеры предложили удлинить балки дорожного полотна и увеличить расстояние между вантами, свисающими с основных тросов. Строительные работы, задержанные не более чем на месяц, возобновились. Монтаж дорожного полотна закончился в 1998 году.
Общая стоимость строительства моста составила 500 миллиардов иен (более 3,7 миллиардов долларов США по состоянию на 2022 год), поэтому была установлена высокая стоимость проезда (2300 иен). Мостом пользуется 25 тысяч транспортных средств ежесуточно, некоторые водители из-за высокой стоимости предпочитают пересекать пролив на автобусах либо, как раньше, на пароме.

## Конструкция
Мост с момента постройки и до 2022 года являлся самым длинным висячим мостом в мире: его полная длина составляет 3911 м, центральный пролёт имеет длину 1991 м, а боковые — по 960 м. Высота пилонов составляет 298 м. Дорожное полотно покоится в 66 м над водой, что даёт возможность свободно проходить под мостом крупным океанским судам.
Изначально планировалось, что длина главного пролёта составит 1990 м, но она увеличилась на один метр после землетрясения в Кобе 17 января 1995 года (см. выше). Нижний ярус моста изначально планировали отдать железнодорожному сообщению, но от этой идеи отказались и мост является целиком автомобильным. Автомобили ездят по его верхнему ярусу, на нижнем расположены смотровые галереи для обслуживающего персонала.
В конструкции моста имеется система двухшарнирных балок жёсткости, позволяющая выдерживать скорости ветра до 80 м/с, землетрясения магнитудой до 8,5 и противостоять сильным морским течениям. Для уменьшения действующих на мост нагрузок здесь также имеется система динамических гасителей колебаний.

## Рекорды, установленные мостом
- Мост Акаси-Кайкё дважды вошёл в книгу рекордов Гиннесса: как самый длинный подвесной мост и как самый высокий мост, поскольку его пилоны имеют высоту 298 м, что выше 90-этажного дома. Впоследствии его превзошёл по высоте пилонов виадук Мийо.
- Если вытянуть в длину все стальные нити (диаметром 5,23 мм) несущих тросов моста Акаси-Кайкё, то ими можно опоясать земной шар более семи раз[6].

## Галерея
- Вид с дороги на пилон моста
- Пилон моста
- Деталь пролёта
- Вид с берега
- Береговая опора моста
- Вид с пилона на проезжую часть
- Вид с пролива Акаси